# Smouha SC
Smouha Sporting Club (arab. نادي سموحة الرياضي, Nādī Sammūḥa ar-Riyāḍiyy) – wielosekcyjny egipski klub sportowy, mający siedzibę w mieście Aleksandria. Zespół piłkarski gra w pierwszej lidze.

## Historia
Klub został założony w 1949 roku. W sezonie 2013/2014 klub osiągnął swój największy sukces, gdy wywalczył wicemistrzostwo Egiptu. W decydującej fazie mistrzowskiej zajął 2. miejsce za Al-Ahly Kair. W 2014 roku klub awansował również do finału Pucharu Egiptu. W nim przegrał 0:1 z kairskim Zamalekiem. Dzięki wicemistrzostwu Egiptu, Smouha SC wystąpił w 2015 roku w Lidze Mistrzów. Swój udział w niej zakończył na fazie grupowej zajmując 4. miejsce za kongijskim TP Mazembe, sudańskim Al-Hilal Omdurman i marokańskim Moghrebem Tétouan.

## Stadion
Domowe mecze klub rozgrywa na stadionie o nazwie Alexandria Stadium w Aleksandrii, który może pomieścić 19676 widzów.

## Sukcesy
- I liga:

wicemistrzostwo: 2013/2014
- Puchar Egiptu:

finalista: 2014

## Występy w afrykańskich pucharach
| Sezon | Rozgrywki           | Runda    | Kraj                          | Klub                 | Dom | Wyjazd | Dwumecz             |
| ----- | ------------------- | -------- | ----------------------------- | -------------------- | --- | ------ | ------------------- |
| 2015  | Liga Mistrzów       | wstępna  | Libia                         | Al-Ahly Trypolis     | 1–0 | 0–1    | 1–1 (5–3 karne)     |
| 2015  | Liga Mistrzów       | 1        | Nigeria                       | Enyimba FC           | 2–0 | 0–1    | 2–1                 |
| 2015  | Liga Mistrzów       | 2        | Kongo                         | AC Léopards          | 2–0 | 0–1    | 2–1                 |
| 2015  | Liga Mistrzów       | Grupa A  | Maroko                        | Moghreb Tétouan      | 3–2 | 1–2    | 4. miejsce w grupie |
| 2015  | Liga Mistrzów       | Grupa A  | Sudan                         | Al-Hilal Omdurman    | 1–1 | 0–2    | 4. miejsce w grupie |
| 2015  | Liga Mistrzów       | Grupa A  | Demokratyczna Republika Konga | TP Mazembe           | 0–2 | 0–1    | 4. miejsce w grupie |
| 2017  | Puchar Konfederacji | 1        | Kenia                         | Ulinzi Stars FC      | 4–0 | 0–3    | 4–3                 |
| 2017  | Puchar Konfederacji | play-off | Południowa Afryka             | Bidvest Wits FC      | 1–0 | 0–0    | 1–0                 |
| 2017  | Puchar Konfederacji | Grupa C  | Zambia                        | ZESCO United         | 1–1 | 0–1    | 4. miejsce w grupie |
| 2017  | Puchar Konfederacji | Grupa C  | Sudan                         | El Hilal SC El Obeid | 1–1 | 1–2    | 4. miejsce w grupie |
| 2017  | Puchar Konfederacji | Grupa C  | Angola                        | Recreativo Libolo    | 2–0 | 0–0    | 4. miejsce w grupie |

## Reprezentanci kraju grający w klubie
Stan na styczeń 2017.
| - Amir Abdel-Hamid - Ibrahim Abdel-Khaleq - Mohamed Abdullah - Mohamed Abou-Gabal - Ahmed Abou-Moslem - Ramy Adel - Amjad Al-Janabi - Salah Amin - Ayman Ashraf - Ahmed Belal - Hany El-Agazy - Besheer El-Tabei - Moataz Eno - Mohamed Fadl - Mohamed Farouk - Tarek Hamed - Ahmed Hamoudi - Hossam Hassan - Sherif Hazem - Mohsen Hendawy - Alaa Ibrahim - Khaled Kamar - Ahmed Magdi - Ahmed Hassan Mekky | - Ahmed Raouf - Ahmed Said - Hany Said - Ibrahim Salah - Hossam Salama - El-Moatasem Salem - Abdallah Shahat - Mohamed Shawky - Mohamed Sobhy - Abdelaziz Tawfik - Ahmed Temsah - Hamada Tolba - Banou Diawara - Patrick Malo - Ernest Papa Arko - Godwin Attram - Seidu Bancey - Habib Mohamed - Issiaka Eliassou - Aboubacar Haïdara - Ousmane Keita - Ramzi Saleh - Leonardo Zamora - Ousmane Ouattara |